# Ásta Guðrún Helgadóttir
 (septembre 2020).
Ásta Guðrún Helgadóttir est une femme politique islandaise née le 5 février 1990 à Reykjavik.
Elle est membre du Parti pirate de l'Islande. Elle représente Reykjavik Circonscription du Sud. Elle a remplacé Jón Þór Ólafsson dans l'Althing, quand il a démissionné en 2015. Elle conserve son poste aux élections législatives islandaises de 2016.